# Cuisine zimbabwéenne
La cuisine zimbabwéenne est une cuisine d'Afrique australe, marquée par les influences Shona et Ndebele, ainsi que par la cuisine européenne. 
Le plat le plus populaire est la sadza, à base de maïs. (fécule de maïs, appelée hupfu en shona et impuphu en ndebele). C'est un aliment de base, consommé au petit-déjeuner (avec du thé), au déjeuner et au dîner en accompagnement de viande, de légumes (épinards, chorizo, chou sauvage ou chou frisé) ou de haricots. Il peut également être accompagné de lait caillé (mukaka wakakora). Similaire au sadza, le bota est assaisonné de beurre de cacahuète.
Le Zimbabwe est un pays enclavé, avec des poissons et une vie marine dans ses communautés. Cependant, les sardines du Tanganyika (Limnothrissa miodon), connues localement sous le nom de kapenta, peuvent être trouvées dans certains lacs et rivières (comme le lac Kariba). C'est un petit poisson, commun dans l'orientation africaine. La saison du kapenta coïncide avec la saison des pluies, il peut être congelé ou salé et séché sur le sol. Le kapenta ne se trouve pas sur les marchés zimbabwéens, seulement dans les endroits autour du lac. On le mange frit et/ou accompagné de sadza.
Il a également apporté au Zimbabwe des plats africains (colons européens en Afrique du Sud) tels que le biltong (viande de bœuf séchée) et les boerewors (saucisse de bœuf épicée).
Un aliment de base de la cuisine zimbabwéenne est la chenille mopane (Gonimbrasia belina), qui est cuite hier et servie avec des légumes et du sadza.

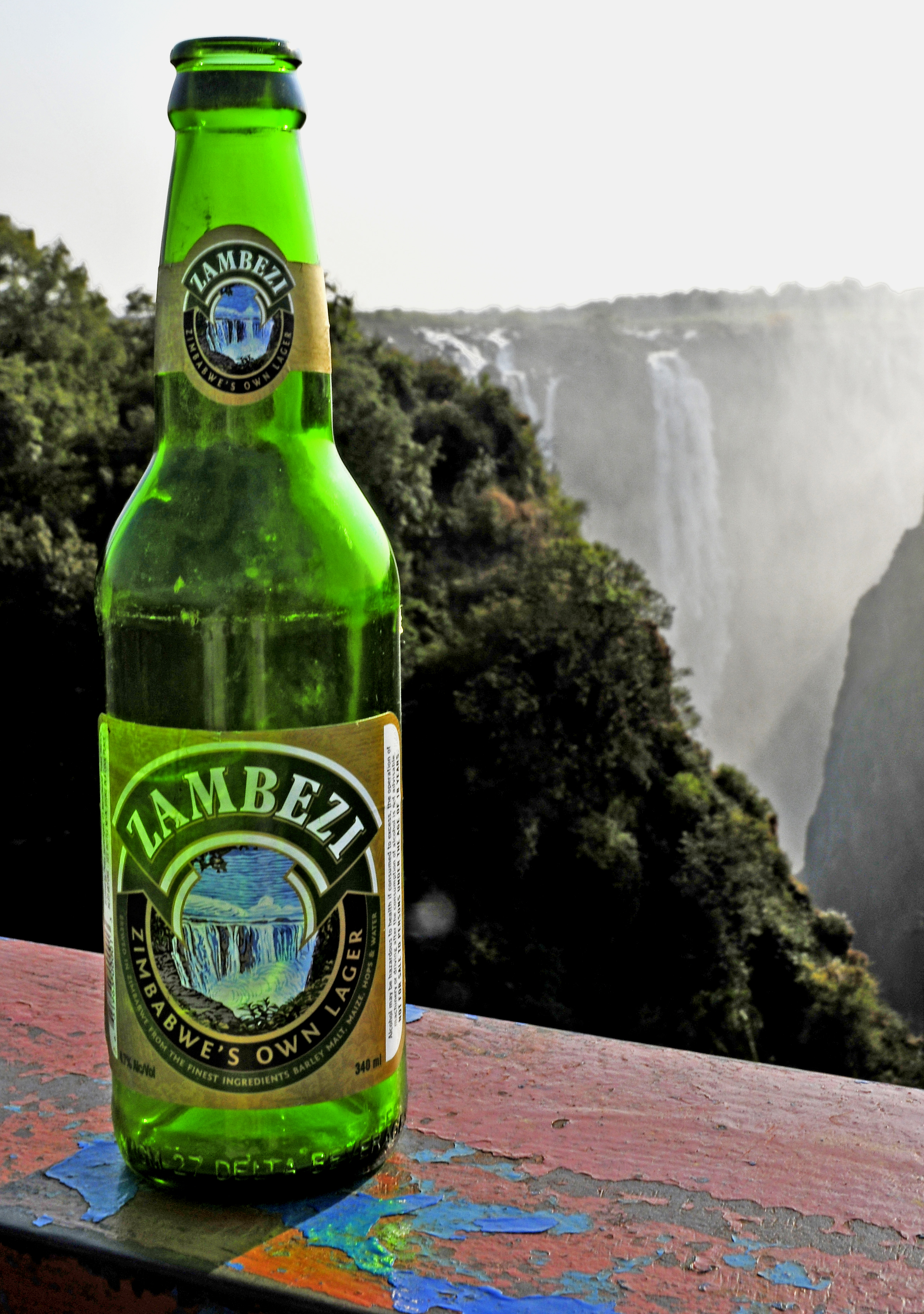
Zambezi larger

La bière nationale et la plus célèbre du Zimbabwe est la Zambezi Lager.

Cuisines traditionnelles et modernes au Zimbabwe.
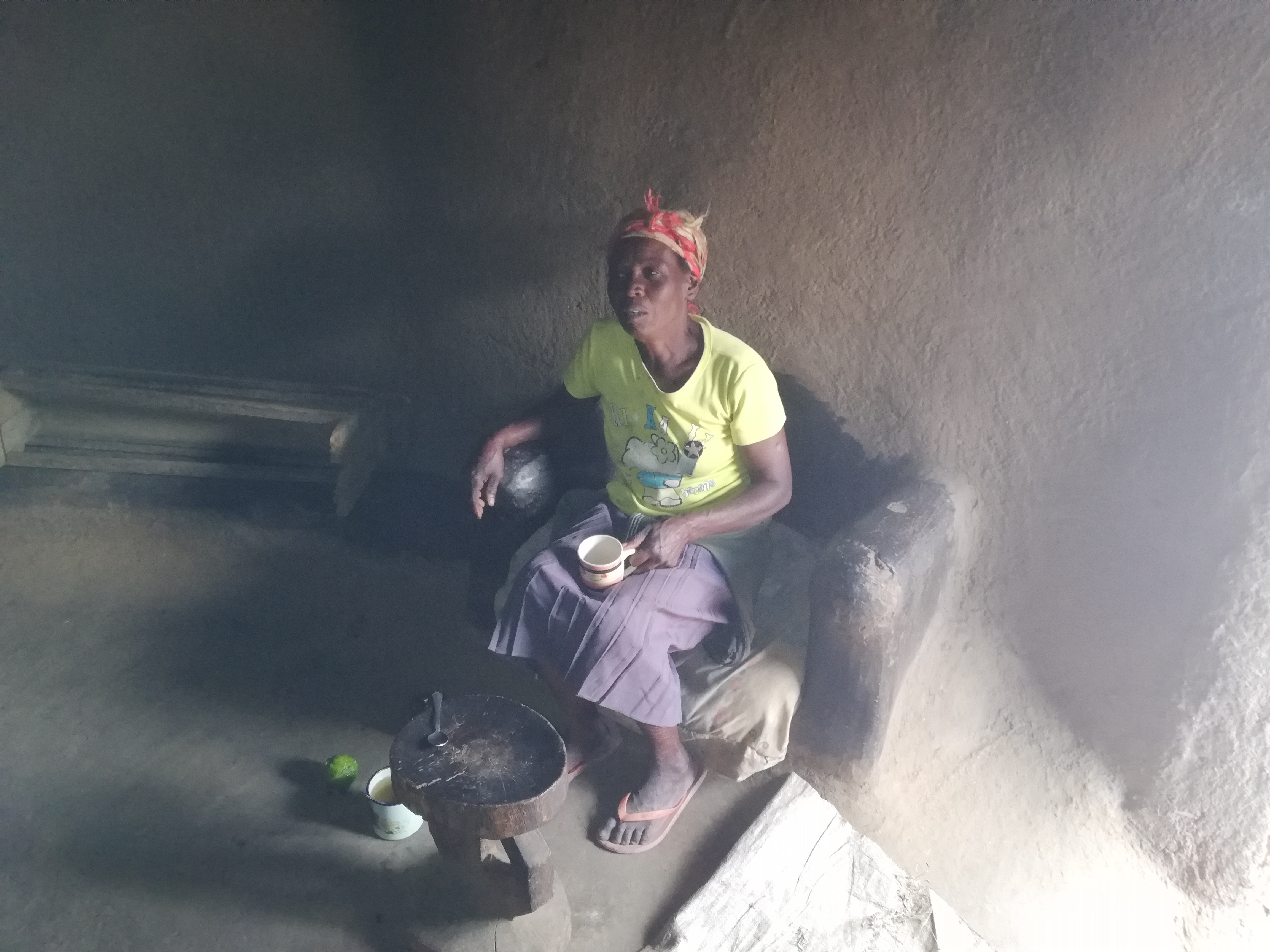
Grand-mère dans sa cuisine à Matopo prenant son petit-déjeuner
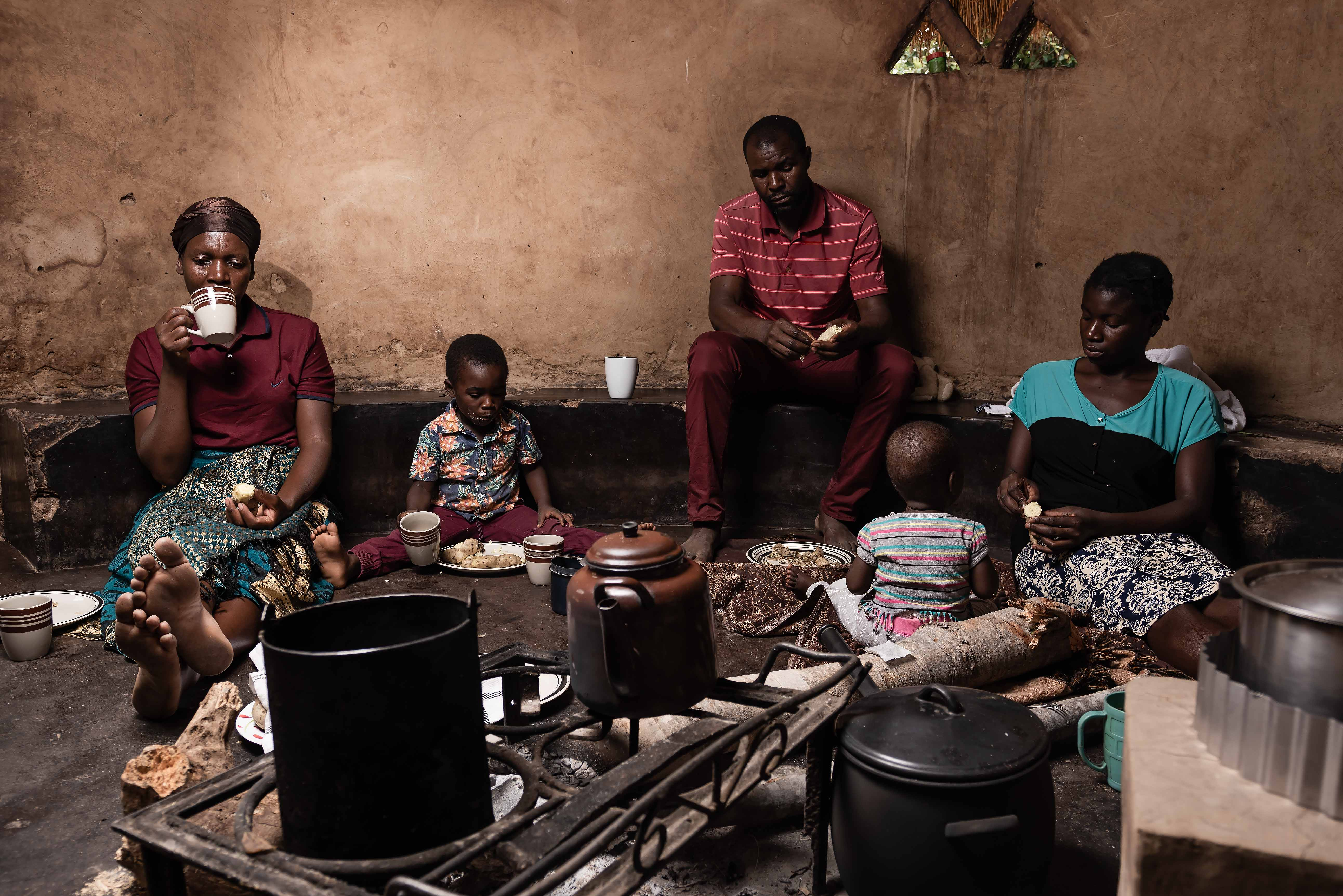
Une famille mangeant ensemble dans une maison de village africaine
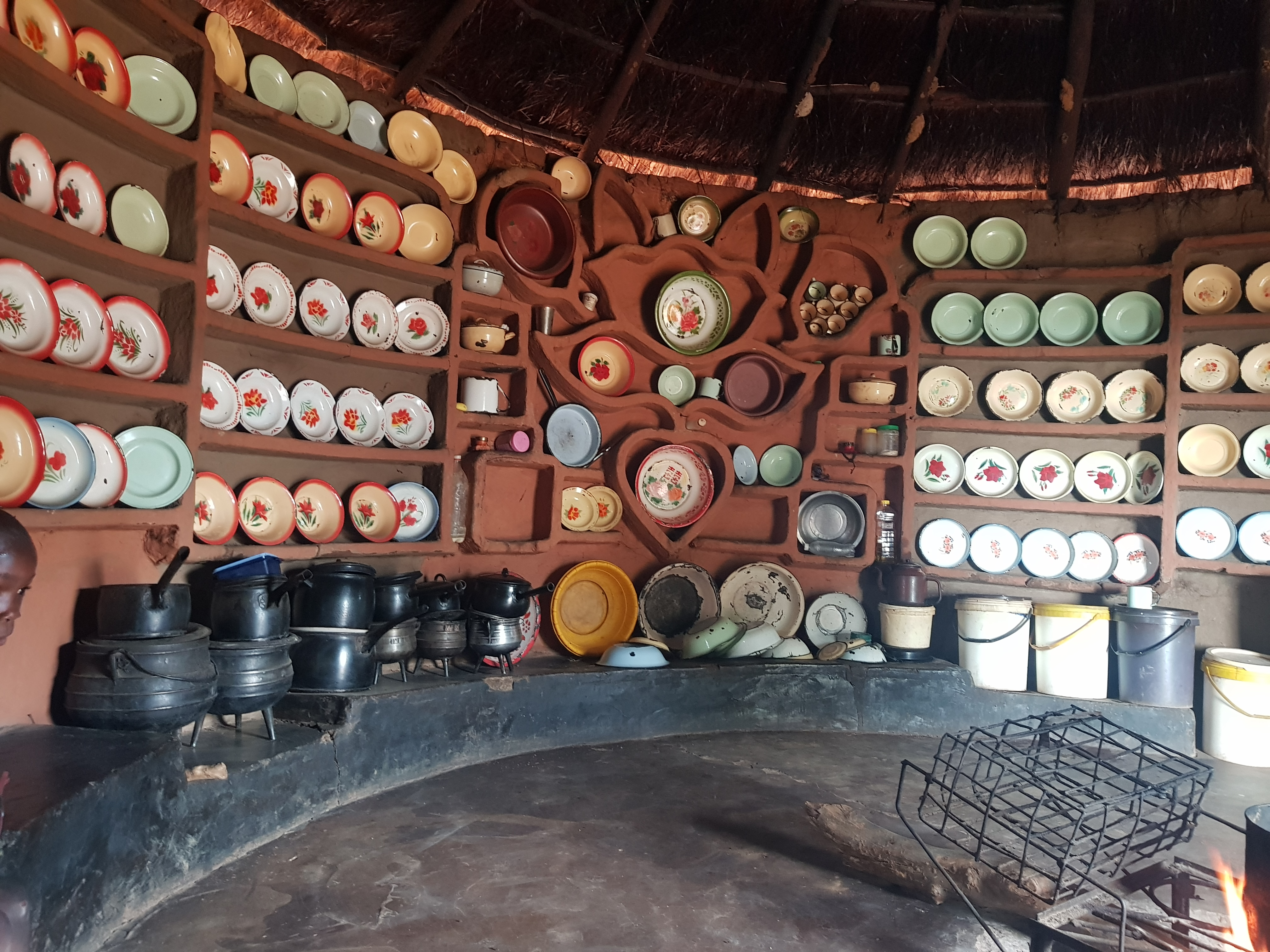
Meuble de cuisine
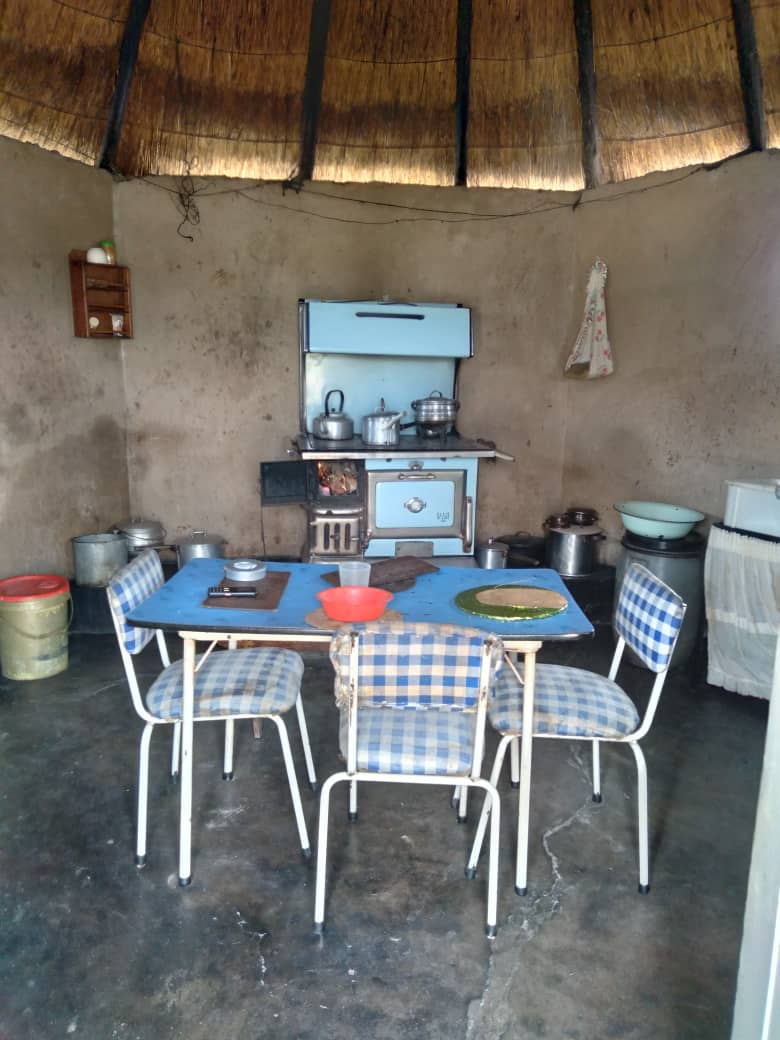
Cuisine avec poêle à charbon